# Girisopam
Girisopam (GYKI-51189) je léčivo, jedná se o derivát 2,3-benzodiazepinu podobný tofisopamu. Jde o selektivní anxiolytikum bez sedativních, antikonvulzivních nebo myorelaxačních účinků.